# (6541) Yuan
(6541) Yuan es un asteroide que forma parte del cinturón de asteroides y fue descubierto por Henri Debehogne desde el Observatorio de La Silla, Chile, el 26 de febrero de 1984.

## Designación y nombre
Yuan fue designado inicialmente como 1984 DY. Fue nombrado por Dah-Ning Yuan (nacido en 1956), científico de alto rango del Laboratorio de Propulsión a Chorro, ha contribuido de manera clave a la determinación del campo gravitatorio de la Tierra utilizando los datos de distancia ultraprecisos entre naves espaciales obtenidos por las naves espaciales gemelas GRACE.

## Características orbitales
Yuan orbita a una distancia media del Sol de 3,130 ua, pudiendo acercarse hasta 2,677 ua y alejarse hasta 3,583 ua. Tiene una inclinación orbital de 0,707 grados y una excentricidad de 0,145. Emplea en completar una órbita alrededor del Sol 2022,78 días.
Los próximos acercamientos a la órbita de Júpiter ocurrirán el 26 de enero de 2071, el 18 de abril de 2081 y el 20 de julio de 2091.
Pertenece a la familia de asteroides de (24) Themis.

## Características físicas
La magnitud absoluta de Yuan es 12,98. Tiene 14,303 km de diámetro y su albedo se estima en 0,072.